# Expression booléenne (programmation informatique)
Une expression booléenne est une expression qui donne une valeur booléenne (vrai ou faux). 
Par exemple, la valeur pour 5 > 3 est vrai et la valeur pour 5 < 4 est faux.
Les expressions booléennes sont utilisées pour le contrôle de flot et pour la sélection parmi un ensemble de valeurs selon un prédicat.